# (36672) Sidi
(36672) Sidi est un astéroïde de la ceinture principale.

## Description
(36672) Sidi est un astéroïde de la ceinture principale. Il fut découvert le 21 août 2000 à la station Anderson Mesa par le programme LONEOS. Il présente une orbite caractérisée par un demi-grand axe de 2,68 UA, une excentricité de 0,10 et une inclinaison de 1,9° par rapport à l'écliptique.

## Compléments